# Воловиця (Берегівський район)
Воло́виця — село в Кам'янській сільській громаді Берегівського району Закарпатської області України. Вперше згадується у 1412 році, а у 1600 році як Pálfalva — Павлово. Була власністю родини Комвлошії.

## Населення
Згідно з переписом УРСР 1989 року чисельність наявного населення села становила 251 особа, з яких 117 чоловіків та 134 жінки.
За переписом населення України 2001 року в селі мешкало 249 осіб.

### Мова
Розподіл населення за рідною мовою за даними перепису 2001 року:
| Мова       | Відсоток |
| ---------- | -------- |
| українська | 98,80 %  |
| молдовська | 0,40 %   |
| російська  | 0,40 %   |
| угорська   | 0,40 %   |